# Ría de Camariñas
La ría de Camariñas es una ría de la provincia de La Coruña, en Galicia, España. Forma parte de las  Rías Altas, y se encuentra entre la ría de Corme y Laxe y la ría de Corcubión.
Está formada por la desembocadura del río Grande. Baña los municipios de Camariñas, Mugía y Vimianzo.
Es una gran ensenada con varios recodos y caletas. Su entrada mide aproximadamente una milla marina (1 852 m).